# Des filles et des chiens
Pour plus de détails, voir Fiche technique et Distribution.
Des filles et des chiens est un court métrage réalisé par Sophie Fillières en 1991.

## Synopsis
Deux amies marchent dans la rue en jouant à tu préfères…

## Fiche technique
- Titre : Des filles et des chiens
- Réalisation : Sophie Fillières
- Scénario : Sophie Fillières
- Photographie : Jean Marc Bringuier
- Montage : Pascale Fenouillet
- Pays d'origine :  France
- Format : couleurs
- Genre : court métrage de comédie
- Durée : 5 minutes
- Date de sortie : France : 1991

## Distribution
- Hélène Fillières : la première fille
- Sandrine Kiberlain : la deuxième fille
- Amélie De Andreis : Emmanuelle

## Distinctions
- Festival de Clermont-Ferrand 1992 : Mention spéciale du jury
- Prix Jean-Vigo 1992 du meilleur court-métrage de fiction
- Prix Gervais 1992